# NGC 5301
NGC 5301 é uma galáxia espiral barrada (SBc) localizada na direcção da constelação de Canes Venatici. Possui uma declinação de +46° 06' 27" e uma ascensão recta de 13 horas, 46 minutos e 24,2 segundos.
A galáxia NGC 5301 foi descoberta em 11 de Maio de 1787 por William Herschel.